# Cyprian (metropolita Moskwy)
Cyprian Camblak (ros. Киприан, ur. 1336, zm. 16 września 1406) – bułgarski mnich i pisarz. W 1375 r. prawosławnym metropolitą kijowskim, litewskim i całej Rusi z prawem do objęcia urzędu po śmierci metropolity Aleksego. Następnie metropolita moskiewski od 1381, od 1390 r. posługiwał się tytułem metropolity moskiewskiego i całej Rusi. 

## Życiorys
Cyprian pochodził z arystokratycznej rodziny tyrnowskiej i był stryjem innego pisarza i duchownego bułgarskiego Grzegorza Cambłaka. Był uczniem znakomitego pisarza i reformatora bułgarskiego Eutymiusza Tyrnowskiego, kształcił się w szkole przy monasterze Narodzenia Matki Bożej w Kilifarewie – pierwszym bułgarskim ośrodku hezychastycznym.
W 1375 został wyświęcony w Konstantynopolu na „metropolitę kijowskiego, ruskiego i litewskiego” mimo faktu, że w Moskwie działał metropolita Aleksy, posługujący się tytułem metropolity kijowskiego i całej Rusi. Patriarcha Filoteusz twierdził, że do kroku tego skłoniło go zaniedbywanie przez Aleksego ziem litewskich, wchodzących również w skład metropolii kijowskiej. Chirotonia biskupia Cypriana miała również związek z polityką religijną wielkiego księcia litewskiego Olgierda. W 1375 zażądał on od patriarchy Konstantynopola wyświęcenia nowego biskupa na wakującą od trzynastu lat metropolię litewską, by pretensji do niej nie mógł wysuwać rezydujący w Moskwie i jawnie sprzyjający Księstwu Moskiewskiemu metropolita kijowski Aleksy. Zgodnie z poleceniem patriarchy, Cyprian miał początkowo działać na terenach Wielkiego Księstwa Litewskiego, zaś po śmierci Aleksego przejąć całość metropolii jako metropolita całej Rusi.
Przed swoją śmiercią w 1378 Aleksy wskazał jednak jako następcę Michała (imię świeckie: Mitiaj), stąd po przybyciu do Moskwy w celu objęcia urzędu Cyprian został upokorzony publicznie, a następnie uwięziony i wypędzony. Michał natomiast udał się do Konstantynopola, gdzie patriarcha Nil miał rozstrzygnąć o obsadzie katedry kijowskiej, zmarł jednak w drodze. W 1380 na „metropolitę kijowskiego i Wielkiej Rusi” wyświęcony został archimandryta Pimen, towarzyszący Michałowi w podróży. Cypriana ogłoszono duchownym nielojalnym wobec Patriarchatu Konstantynopolitańskiego. Jego tytuł zmieniono na „metropolitę Litwy i Małej Rusi”, zapowiedziano również, że po jego śmierci metropolia kijowska ponownie zostanie zjednoczona, pod zarządem Pimena.
Na przełomie r. 1380 i 1381 wielki książę moskiewski Dymitr zmienił jednak swój stosunek do Cypriana i w maju 1381 z honorami podjął go w swojej stolicy, przybyłego zaś jesienią Pimena uwięził. Cyprian ponownie stracił zarząd metropolii, gdy wbrew stanowisku Dymitra zdecydowanie sprzeciwił się zagrażającym Rusi Tatarom. Wielki książę początkowo przywrócił do łask Pimena, następnie zaś wyznaczył na metropolitę moskiewskiego, bez zgody Konstantynopola, biskupa suzdalskiego Dionizego. Zarządzał on administraturą do swojej śmierci w 1385. Cztery lata później zmarł zarówno wielki książę Dymitr, jak i metropolita Pimen, zaś Cyprian objął zarząd zjednoczonych metropolii kijowskiej i litewskiej, posługując się tytułem metropolity moskiewskiego.
Urząd ten pełnił do 1406. Jako głowa ruskiego Kościoła nakłaniał ruskie biblioteki klasztorne do kupowania rękopisów południowosłowiańskich, przez co uratował wiele cennych tekstów starobułgarskich. Idąc w ślady swego mistrza zreformował ruską ortografię. Pisał posługując się stylem Eutymiusza. Pozostawił liczne dzieła o treści religijnej. Rozpoczął zestawianie materiałów pierwszej kroniki moskiewskiej. Sporządził też indeks zakazanych ksiąg heretyckich.
Cyprian został kanonizowany przez Rosyjski Kościół Prawosławny w XV wieku.